# Musée Guimet

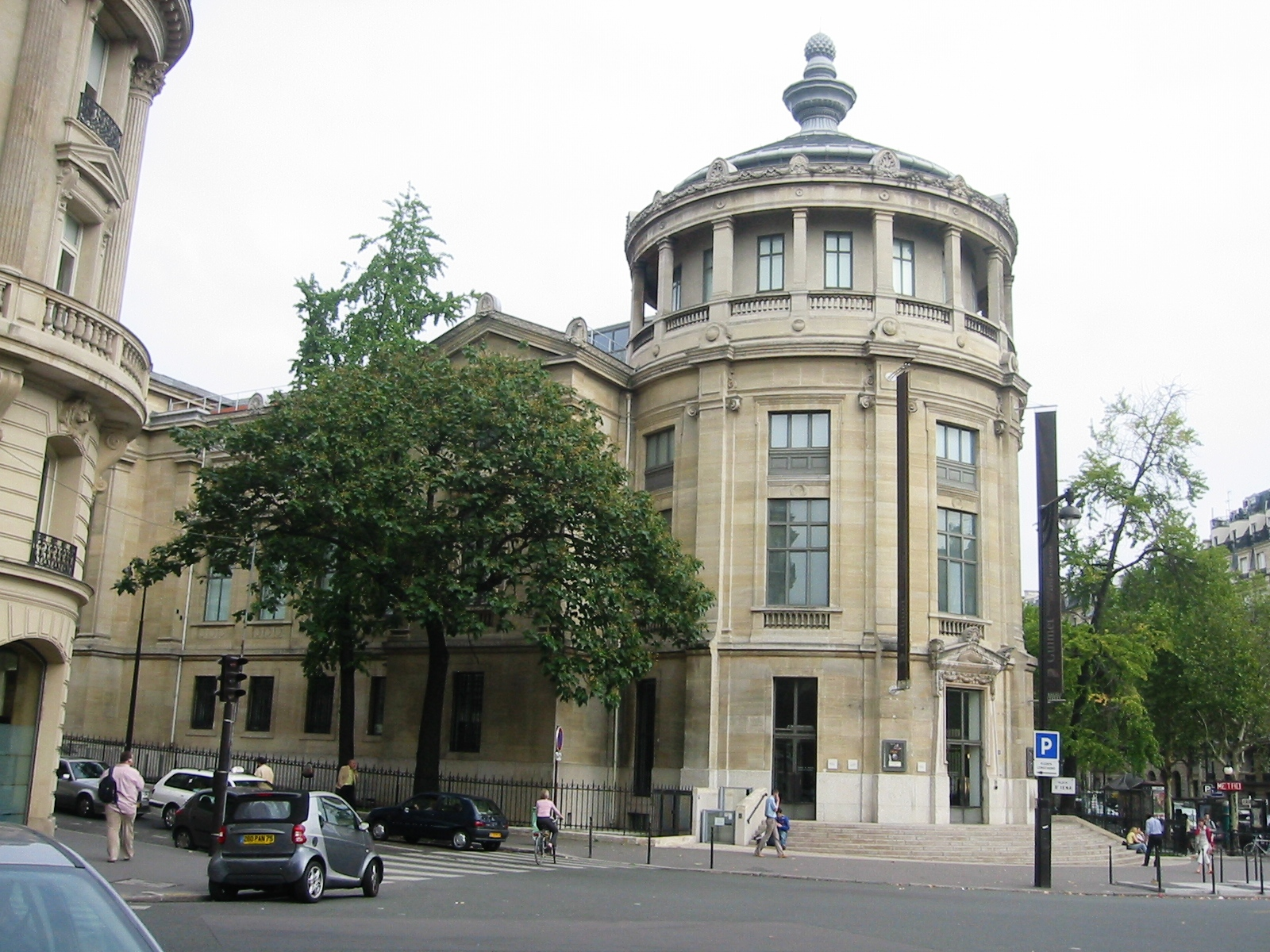
Musée Guimet i Paris.

Musée Guimet (National Museum of Fine Arts asiatiques-Guimet) är ett statligt museum i Paris, ursprungligen grundat och finansierat av affärsmannen Émile Étienne Guimet 1889. Museet är specialiserat på asiatisk konst.
Musée Guimet har den största samlingen av konstobjekt från Asien utanför Asien självt (2009). En del av den härrör från grundaren själv som förvärvade många föremål under sina expeditioner i Centralasien och Kina mellan 1927 och 1938. Andra delar av samlingen  överfördes från andra museer i samband med världsutställningen i Paris 1937.

## Galleri

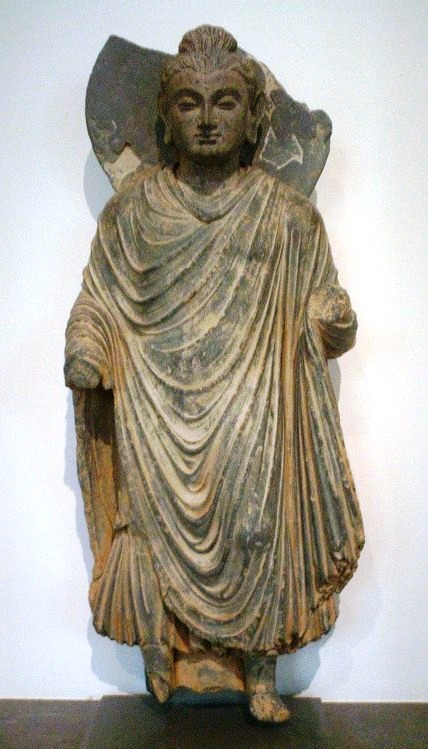
Stående Buddha från Gandhara, norra Afghanistan, omkring 100 e.Kr.
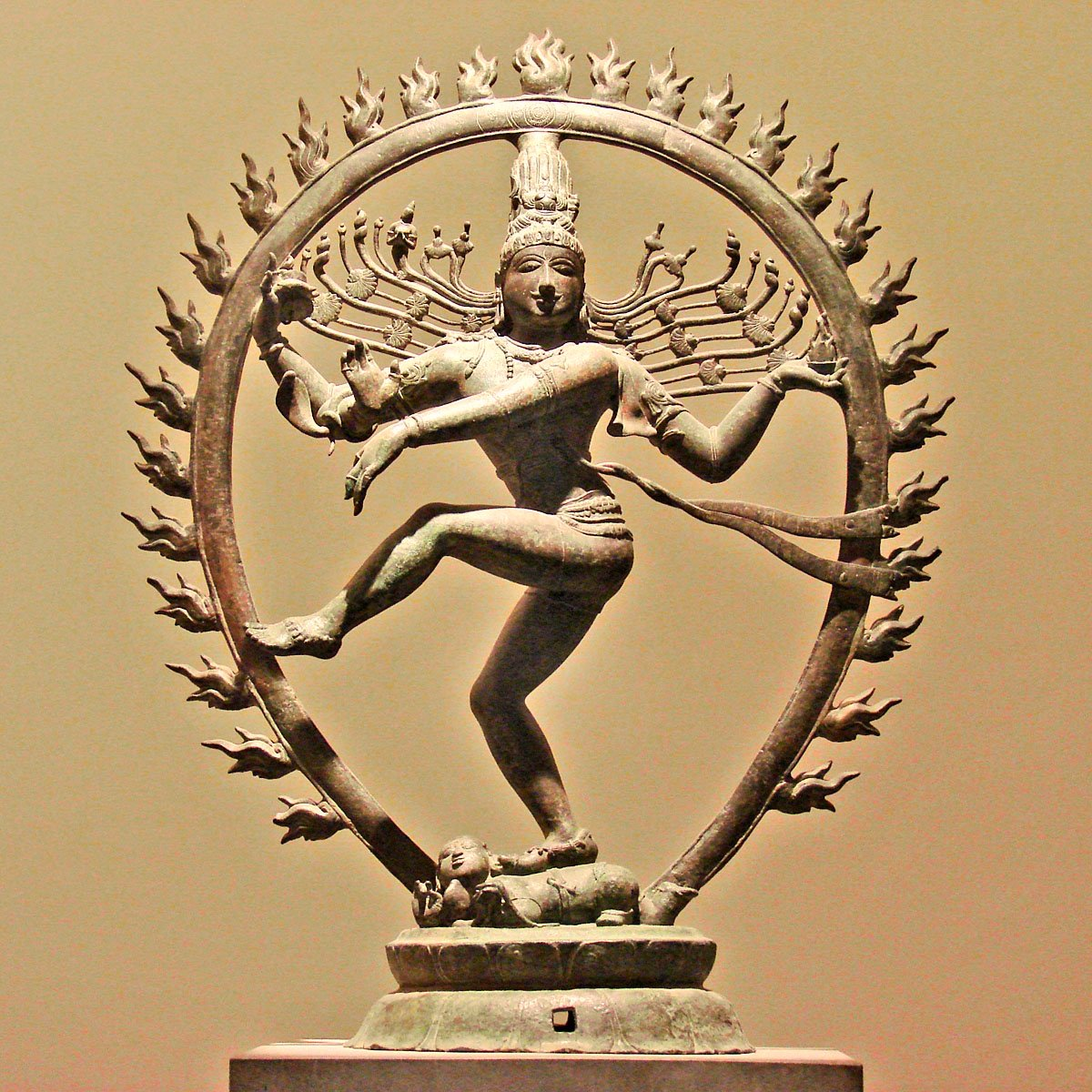
Shiva från Tamil Nadu, Cholaperioden, 1000-talet.
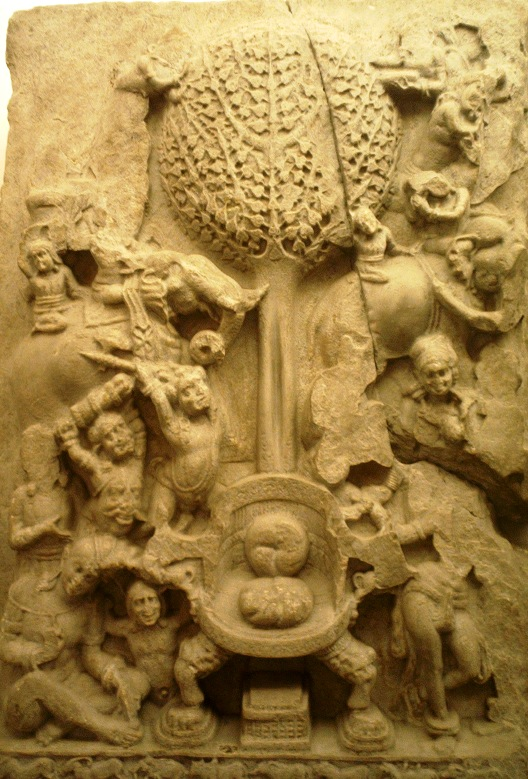
En anikonisk representation av Maras angrepp på Buddha, 100-talet e.Kr., Amaravati, Guntur, Indien.
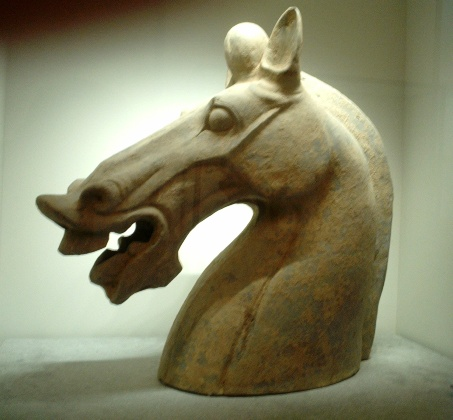
Kinesisk häst från Handynastins tid (100-200 e.Kr.).